# مگس‌گیر رگه‌خاکستری

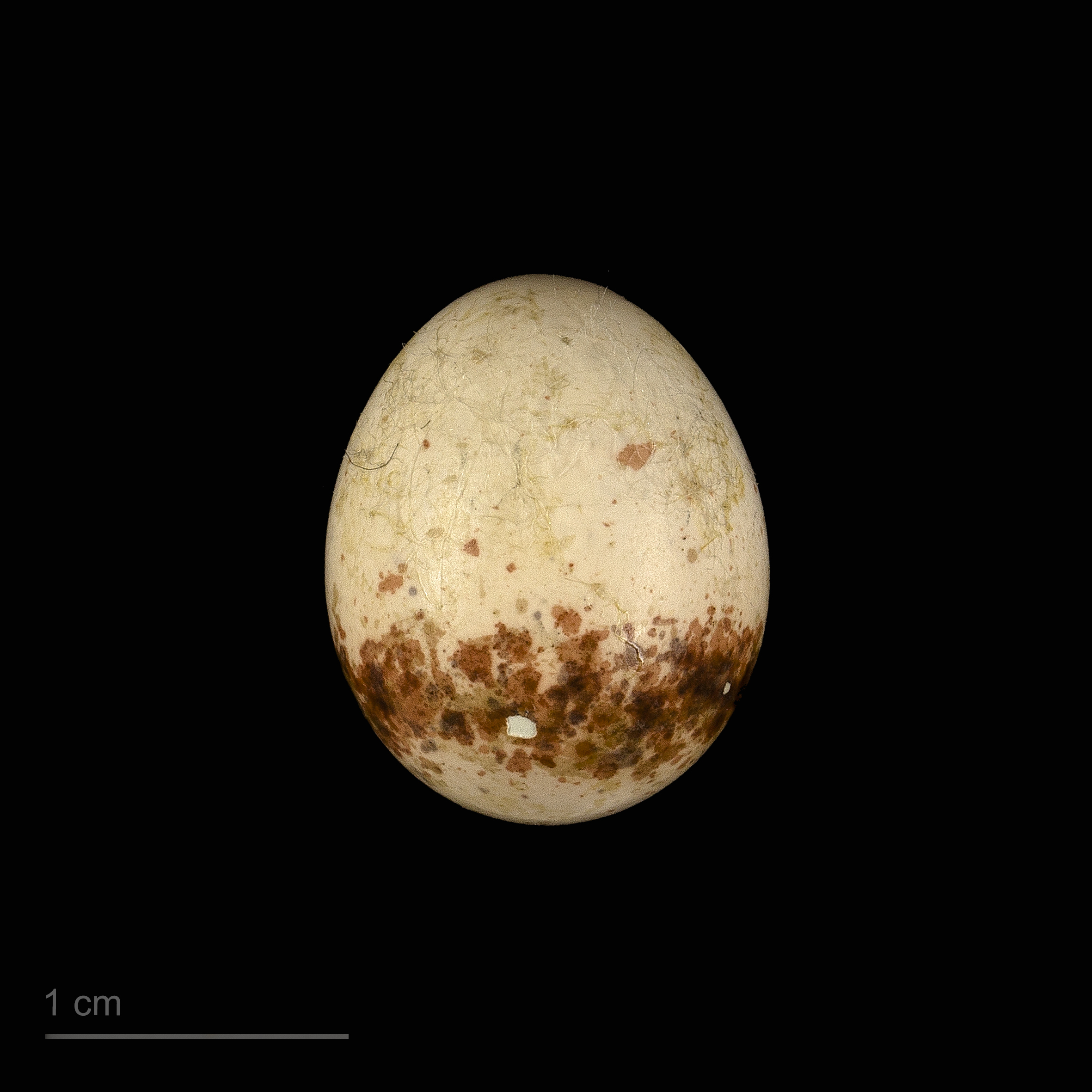
Muscicapa griseisticta

مگس‌گیر رگه‌خاکستری (نام علمی: Muscicapa griseisticta) نام یک گونه از سرده مگس‌گیرهای نمادین است.